# Municipio de Springdale (condado de Lincoln)
El municipio de Springdale (en inglés: Springdale Township) es un municipio ubicado en el condado de Lincoln en el estado estadounidense de Dakota del Sur. En el año 2010 tenía una población de 2108 habitantes y una densidad poblacional de 27,14 personas por km².

## Geografía
El municipio de Springdale se encuentra ubicado en las coordenadas 43°28′5″N 96°39′53″O / 43.46806, -96.66472. Según la Oficina del Censo de los Estados Unidos, el municipio tiene una superficie total de 77.66 km², de la cual 77,3 km² corresponden a tierra firme y (0,46 %) 0,36 km² es agua.

## Demografía
Según el censo de 2010, había 2108 personas residiendo en el municipio de Springdale. La densidad de población era de 27,14 hab./km². De los 2108 habitantes, el municipio de Springdale estaba compuesto por el 98,62 % blancos, el 0,28 % eran afroamericanos, el 0,09 % eran amerindios, el 0,52 % eran asiáticos, el 0,09 % eran de otras razas y el 0,38 % eran de una mezcla de razas. Del total de la población el 0,57 % eran hispanos o latinos de cualquier raza.